# Миландор

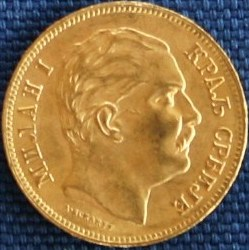
Аверс миландора 1882 года

Миландор — золотые монеты Сербии, отчеканенные в 1879 и 1882 годах во время правления Милана Обреновича (1869—1889).
Сербия присоединилась к Латинскому монетному союзу, который предполагал унификацию европейских денежных систем, в 1873 году. Отчеканенные в 1879 и 1882 годах золотые 20 динаров, а также 10 динаров 1882 года полностью соответствовали по своим весовым характеристикам французским и бельгийским 10 и 20 франкам, 10 и 20 итальянским лирам и другим монетам стран-участниц союза. 20 динаров содержат 6,4516 г золота 900 пробы (5,8 г чистого золота), 10 динаров имеют вес 3,2258 г при содержании 2,9 г чистого золота.
Существует два монетных типа миландоров. 20 динаров 1879 года были отчеканены в княжестве Сербия при Милане Обреновиче IV, в то время как монеты 1882 года появились уже в королевстве Сербия при монархе с титулом Милан I. Аверс монет 1879 года содержал изображение монарха и круговую надпись «МИЛАН М. ОБРЕНОВИЋ IV. КЊАЗ СРПСКИ», 1882 года — «МИЛАН I КРАЉ СРБИЈЕ». На реверсе указан номинал (20 или 10 ДИНАРА), год выпуска, расположенные в венке. В верхнем поле располагается корона. Гурт 20 динаров содержит надпись «БОГ*ЧУВА*СРБИЈУ***» (Господи защити Сербию), 10 динаров рубчатый.
Тираж миландоров был относительно невелик. В 1879 году отчеканили 50 тысяч монет номиналом в 20 динаров, в 1882 году — по 300 тысяч 10 и 20 динаров. Следует отметить, что миландоры являются единственными золотыми монетами княжества и королевства Сербия.